# Droga krajowa B493 (Niemcy)
Droga krajowa 493 (niem. Bundesstraße 493) – niemiecka droga krajowa przebiegająca na osi wschód-zachód i jest połączeniem drogi B4 w Uelzen ze Schnackenburgiem na granicy landów we wschodniej Dolnej Saksonii.
Droga jest oznakowana jako B493 od początku lat 70. XX w. Początkowo dotyczyło to tylko fragmentu Schnackenburg – Lüchow (Wendland). Dopiero po kilku latach przedłużono jej oznakowanie do Uelzen.